# Miha Zupan
Miha Zupan (Kranj, Eslovenia, 12 de septiembre de 1982) es un exjugador de baloncesto esloveno. Con 2.04 de estatura, se desempeñaba normalmente en la posición de ala-pívot. Nacido con una severa discapacidad auditiva, este esloveno fue el primer baloncestista sordo en jugar en la Euroliga y el Campeonato Mundial de Baloncesto. En 2010 fue reconocido como el Mejor Atleta Sordo del Año por el CISS.

## Trayectoria

### Clubes
| Club                           | País      | Año         |
| ------------------------------ | --------- | ----------- |
| DGN Ljubljana                  | Eslovenia | 1999 - 2000 |
| Slovan Ljubljana               | Eslovenia | 2000 - 2006 |
| KK Union Olimpija              | Eslovenia | 2006 - 2009 |
| AS Trikala 2000                | Grecia    | 2009 - 2010 |
| BC Spartak de San Petersburgo  | Rusia     | 2010 - 2012 |
| Türk Telekom                   | Turquía   | 2012 - 2013 |
| Uşak Üniversitesi Belediyespor | Turquía   | 2013 - 2015 |
| CSM Oradea                     | Rumania   | 2016        |
| Afyonkarahisar Belediyespor    | Turquía   | 2016 - 2017 |
| Helios Domžale                 | Eslovenia | 2017        |
| Sanat Naft Abadan              | Irán      | 2018 - 2019 |
| Slovan Ljubljana               | Eslovenia | 2019 - 2020 |

## Selección nacional

### Juvenil
Zupan representó a Eslovenia en el Eurobasket Sub-18 de 2000 y en el Eurobasket Sub-20 de 2002.

### Absoluta
Con la selección absoluta disputó dos ediciones del Campeonato Mundial de Baloncesto (2010 y 2014), dos del Eurobasket (2005 y 2015), y el Torneo Preolímpico FIBA 2008 entre otras competiciones.

### Sordos
Zupan también compitió junto con la selección de baloncesto silencioso de Eslovenia, llegando a jugar en cinco ediciones de las Sordolimpiadas (habiendo obtenido medallas de plata en las de Roma 2001 y Melbourne 2005).